# Günterblassita
La günterblassita és un mineral de la classe dels silicats. Rep el nom per Günter Blaß, mineralogista aficionat alemany, qui ha estudiat amb detall els minerals de la zona d'Eifel.

## Característiques
La günterblassita és un fil·losilicat de fórmula química (K,Ca,Ba,Na,☐)₃Fe[(Si,Al)₁₃O₂₅(OH,O)₄](H₂O)₇. Va ser aprovada com a espècie vàlida per l'Associació Mineralògica Internacional l'any 2011. Cristal·litza en el sistema ortoròmbic. La seva duresa a l'escala de Mohs és 4. És una espècie relacionada amb la umbrianita i la hillesheimita.
L'exemplar que va servir per a determinar l'espècie, el que es coneix com a material tipus, es troba conservat a les col·leccions del Museu Mineralògic Fersmann, de l'Acadèmia de Ciències de Rússia, a Moscou (Rússia), amb el número de registre: 4107/1.

## Formació i jaciments
Va ser descoberta a Rother Kopf, a la localitat alemanya de Gerolstein, dins el districte de Vulkaneifel (Renània-Palatinat). També ha estat descrita en altres localitats properes dins el mateix districte, així com a la pedrera Vispi, situada a la localitat de San Venanzo (Úmbria, Itàlia).